# PCDHB16
PCDHB16‏ (Protocadherin beta 16) هوَ بروتين يُشَفر بواسطة جين PCDHB16 في الإنسان.